# 弗吉尼亚州参议院
弗吉尼亚参议院（英語：Senate of Virginia）是美国弗吉尼亚总议会的上議院，由40名參議員组成。美国独立战争之前，议会上议院为弗吉尼亚总督理事会。
弗吉尼亚州副州长兼任參議院議長，負責主持参议院的日常工作。在副州长缺席的情况下，由参议院臨時議長主持，通常是多数党的有力成员。参议院与眾議院的立法权、地位相同，只是税收法案必须起源于众议院，类似于美国国会。弗吉尼亚州参议院参议员由40个参议院地区的选民每四年十一月第1个星期一选举。上次选举于2019年11月举行。参议员任期4年，没有任期限制。

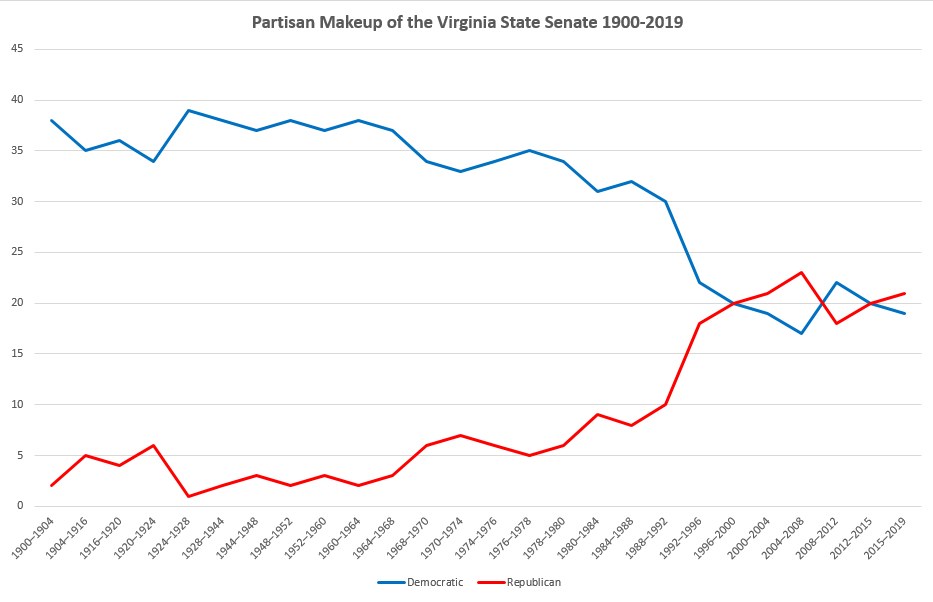
弗吉尼亚州参议院党派组成, 1900–2019

## 历史
弗吉尼亚州参议院是由1776年《弗吉尼亚州宪法》创建的，最初由二十四位成员组成。参议院与众议院一起组成了一个新的两院制立法机构，旨在取代殖民地时期的议会，后者于1776年5月6日正式解散。
根据最初的弗吉尼亚州宪法，仅允许参议院提出修正案，而众议院有权提出法案。因此，参议院的权力远不及众议院，直到1851年弗吉尼亚州宪法修订后才允许参议院提出新法案。
在2007年弗吉尼亚州选举中，民主党取得了参议院的多数席位，这是自1995年共和党和民主党平分20个席位以来的第一次。在1998年1月的特别选举后，共和党人首次控制了参议院。 2011年弗吉尼亚州选举导致两党之间再次出现20-20的僵局，但由于副州长Bill Bolling是共和党人，共和党实际上重新获得了控制。
在2013年弗吉尼亚州大选之后，民主党参议员拉尔夫·诺瑟姆成为副州长，但在包括诺瑟姆腾空的第六区议席在内的一系列特别选举之后，民主党人直到2014年1月28日才重新获得参议院的控制权。然而，民主党的控制权是短暂的，因为参议员菲尔·皮基特（民主党）于6月8日辞职，使共和党获得20到19的多数。共和党在2014年8月19日大选获胜后巩固了多数席位，将其席位总数增加到21个。
2019年弗吉尼亚州大选后，参议院重新由民主党控制。2020年1月8日宣誓就职之后，路易丝·卢卡斯当选为第一位女性和非洲裔临时议长。

## 薪资及资历
参议员的年薪为每年18,000美元。为了有资格担任公职，参议员在选举时必须年满21岁，他们所代表的地区的居民，并有权投票选举国会议员。大会常会在偶数年份为60天，在奇数年份为30天，除非经两院三分之二的投票通过。

## 组成

### 历史组成
| 时期      | 党派(红蓝底色表示多数党) | 党派(红蓝底色表示多数党) | 人数 |      |
| --------- | ------------------------ | ------------------------ | ---- | ---- |
| 时期      |                          |                          | 人数 |      |
| 时期      | 民主党                   | 共和党                   | 人数 | 空缺 |
| 1900–1904 | 38                       | 2                        | 40   | 0    |
| 1904–1916 | 35                       | 5                        | 40   | 0    |
| 1916–1920 | 36                       | 4                        | 40   | 0    |
| 1920–1924 | 34                       | 6                        | 40   | 0    |
| 1924–1928 | 39                       | 1                        | 40   | 0    |
| 1928–1944 | 38                       | 2                        | 40   | 0    |
| 1944–1948 | 37                       | 3                        | 40   | 0    |
| 1948–1952 | 38                       | 2                        | 40   | 0    |
| 1952–1960 | 37                       | 3                        | 40   | 0    |
| 1960–1964 | 38                       | 2                        | 40   | 0    |
| 1964–1968 | 37                       | 3                        | 40   | 0    |
| 1968–1970 | 34                       | 6                        | 40   | 0    |
| 1970–1974 | 33                       | 7                        | 40   | 0    |
| 1974–1976 | 34                       | 6                        | 40   | 0    |
| 1976–1978 | 35                       | 5                        | 40   | 0    |
| 1978–1980 | 34                       | 6                        | 40   | 0    |
| 1980–1984 | 31                       | 9                        | 40   | 0    |
| 1984–1988 | 32                       | 8                        | 40   | 0    |
| 1988–1992 | 30                       | 10                       | 40   | 0    |
| 1992–1996 | 22                       | 18                       | 40   | 0    |
| 1996–2000 | 20                       | 20                       | 40   | 0    |
| 2000–2004 | 19                       | 21                       | 40   | 0    |
| 2004–2008 | 17                       | 23                       | 40   | 0    |
| 2008–2012 | 22                       | 18                       | 40   | 0    |
| 2012–2016 | 20                       | 20                       | 40   | 0    |
| 2016–2020 | 19                       | 21                       | 40   | 0    |
| 2020–2024 | 22                       | 18                       | 40   | 0    |
| 2024-2028 | 21                       | 19                       | 40   | 0    |

## 議長及黨團領袖
| 副州长兼参议院议长 | 溫森·西爾斯     |
| 临时议长           | 路易絲·盧卡斯   |
| 多数党领袖         | 史考特·蘇羅維爾 |
| 少数党领袖         | 萊恩·麥克道格   |

## 参议院印章
弗吉尼亚参议院由英国纹章院设计纹章。纹章还构成了弗吉尼亚参议院的官方印章。它与弗吉尼亚州纹章没有任何相似之处，后者是整个州纹章。
参议院的纹章有一个盾牌，红十字将盾牌分为四个部分。在每个部分中，都有较小的盾牌，代表四个国家（英格兰，法国，苏格兰和爱尔兰）的武器，这为弗吉尼亚早期的欧洲移民潮带来了定居者。
在红十字的垂直臂上装饰着一个象牙木槌，代表参议院是一个立法机构。描绘的主红雀和山茱萸是弗吉尼亚州的官方鸟类和树木。丝带包含参议院的拉丁语座右铭，即Floreat Senatus Virginiae，它的意思是“弗吉尼亚州参议院蓬勃发展”。